# Красива (Росія)
Краси́ва (рос. Красивая) — присілок у складі Ішимського району Тюменської області, Росія.
Населення — 5 осіб (2010, 8 у 2002).
Національний склад станом на 2002 рік:
- росіяни — 75 %